# ۳۳۰ (پیش از میلاد)
۳۳۰ (پیش از میلاد) ۳۳۰مین سال قبل از تقویم میلادی است.

## رویدادها
۲۰ ژانویه - نبرد دربند پارس و ایستادگی آریوبرزن در برابر یورش اسکندر مقدونی